# سيمكوئية (أسفيتش)
سیمکوئیة (بالفارسية: سیمکوئیه) هي قرية تقع في إيران في قسم أسفیتش الريفي. يقدر عدد سكانها بـ 143 نسمة .